# Medicago varia
Medicago varia là một loài thực vật có hoa trong họ Đậu. Loài này được Martyn miêu tả khoa học đầu tiên năm 1793.

## Hình ảnh

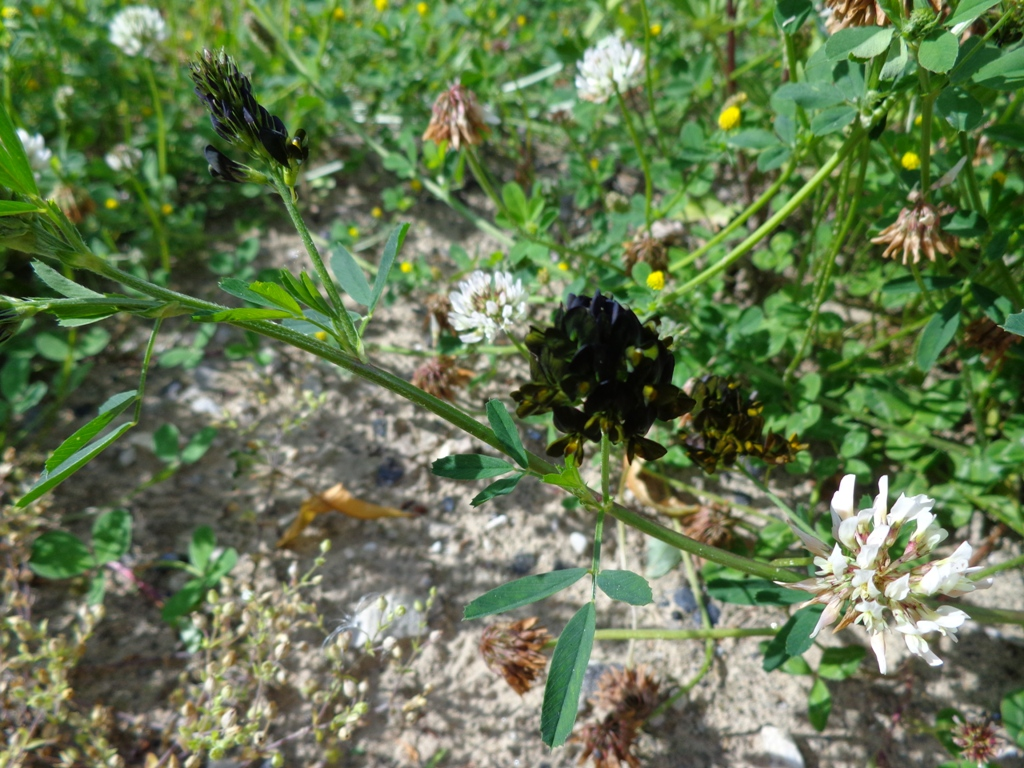